# Санта-Мария-ин-Транспонтина
Санта-Мария-ин-Транспонтина (итал. La chiesa di Santa Maria in Transpontina —  Церковь Святой Марии за мостом) — церковь кармелитов в Риме.
Расположена на месте древнеримской пирамиды, которую в Средние века считали гробницей Ромула. При папе Александре Борджиа пирамиду снесли. Её изображение можно видеть на бронзовых дверях портала базилики св. Петра и триптихоне Джотто в Пинакотеке Ватикана. На этом месте вблизи замка Святого Ангела была воздвигнута первая церковь канониров, разрушенная в 1527 г., чтобы расширить линию пушечного обстрела из замка.
Церковь в современном виде возведена в 1566 году. Купол церкви построен очень низкий, для того чтобы предотвратить очередное разрушение из-за обстрела. Внутреннее убранство и алтарное изображение начала XVII века, главный алтарь (1674 г.) работы Карло Фонтана.

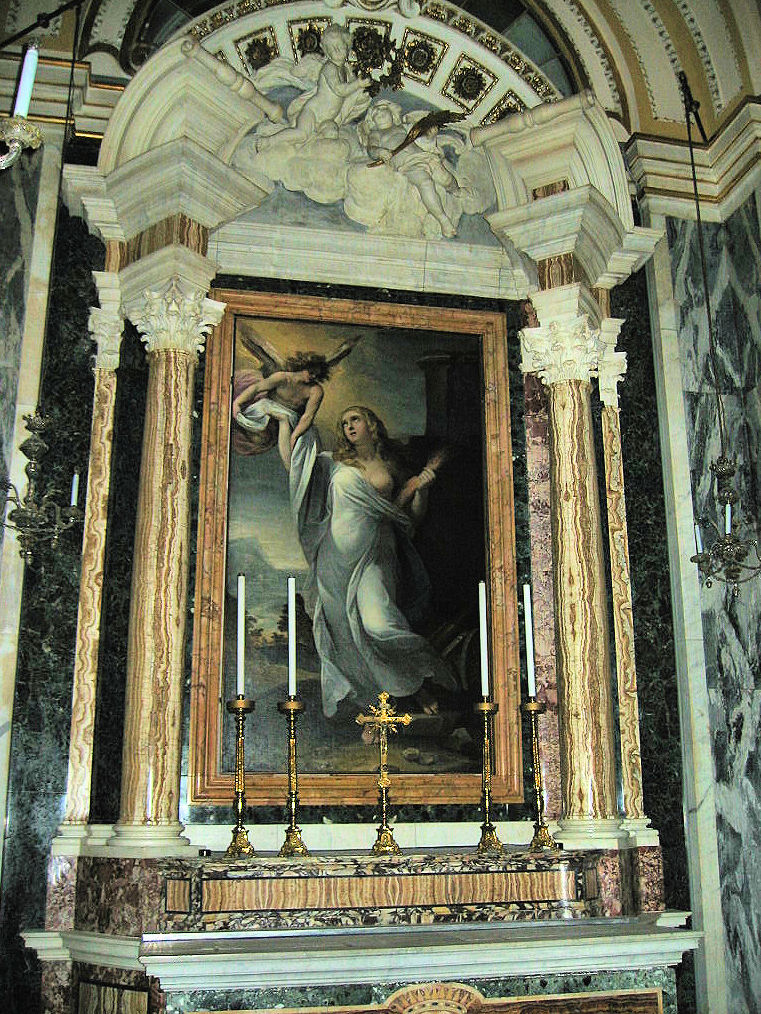
Капелла св. Барбары

Первый боковой алтарь посвящён покровительнице артиллерии святой Варваре и украшен военными мотивами (ядра и пушки). У алтаря одной из капелл стоят две колоны, к которым по легенде были привязаны Петр и Павел прежде чем подверглись мученичеству.
В церкви также находятся статуи XVII века работы Alessandro Rondoni, Giacomo Antonio Lavaggi, Vincenzo Felici и Michel Maille, византийская икона Богородицы, терракотовая скульптура Мадонны с Христом в руках (неизвестного автора XV в.).

## Титулярная церковь
Церковь Санта-Мария-ин-Траспонтина является титулярной церковью, кардиналом-священником с титулом церкви Санта-Мария-ин-Траспонтина со 21 октября 2003 года, является канадский кардинал Марк Уэлле.